# Golfe du Lion
De Golfe du Lion is een zeebaai in het noordwesten van de Middellandse Zee. Ten zuidwesten van de baai ligt de Balearische Zee, ten zuidoosten ligt de Zee van Sardinië, en verder naar het oosten de Ligurische Zee. De golf wordt begrensd door de Franse regio's Occitanie en de Provence vanaf de Spaanse grens tot Toulon. Als meest westelijke punt van de baai wordt Cap de Creus in Catalonië geciteerd en als meest oostelijke punt La Ciotat of Cap Sicié bij Toulon.
De belangrijkste haven is Marseille. Ook Toulon, thuisbasis van de Franse vloot, is een belangrijke haven. De visserij neemt in belang af door overbevissing. De belangrijkste vissoort die gevangen wordt is de heek.
De belangrijkste rivieren die in de Golfe du Lion uitkomen zijn de Tech, Têt, Aude, Orb, Hérault, Vidourle en als grootste rivier de Rhône.
Het kustgebied is grotendeels vlak en omvat een aantal lagunes en moerassen. Voor de kust loopt de zeebodem geleidelijk af tot een diepte van 200 m. Dit is La Planasse die zich uitstrekt tot 200 km buiten de kust en een zanderige of kleiachtige bodem heeft. Voorbij La Planasse daalt de zeebodem snel tot diepten van 2.000 m.